# Іпсилантіївський провулок
Іпсила́нтіївський прову́лок — провулок у Печерському районі міста Києва, місцевість Печерськ. Пролягає від Левандовської вулиці до Бутишева провулку.

## Історія
Провулок відомий з кінця XVIII століття. Первісна назва — Ааро́нівський прову́лок (побутували й інші назви — Аароо́нівський, Аро́лівський, Аро́нівський, Аро́півський), за ім'ям київського протоієрея, вихованця Київської академії, настоятеля церкви Феодосія Іоана Ааронського (1759 або 1760 — ?).
З 1869 року отримав назву Іпсила́нтіївський провулок (рос. дореф. Ипсилантьевскій) — за ім'ям політичного діяча Греції — Константіноса Іпсіланті, колишнього господаря Валахії та князя Молдови, який у 1807–1816 роках жив у Києві на сусідній Великій Микільській вулиці.
За радянської доби, 1938 року, провулку надано назву на честь Прокопа Аїстова, робітника заводу «Арсенал», який загинув під час Жовтневого збройного повстання 1917 року. Під час нацистської окупації міста у 1941—1943 роках — Іпсілантіївський провулок. З 1944 року — знову вулиця Аїстова (на багатьох будинкових покажчиках-табличках було зазначено вулиця Аістова).

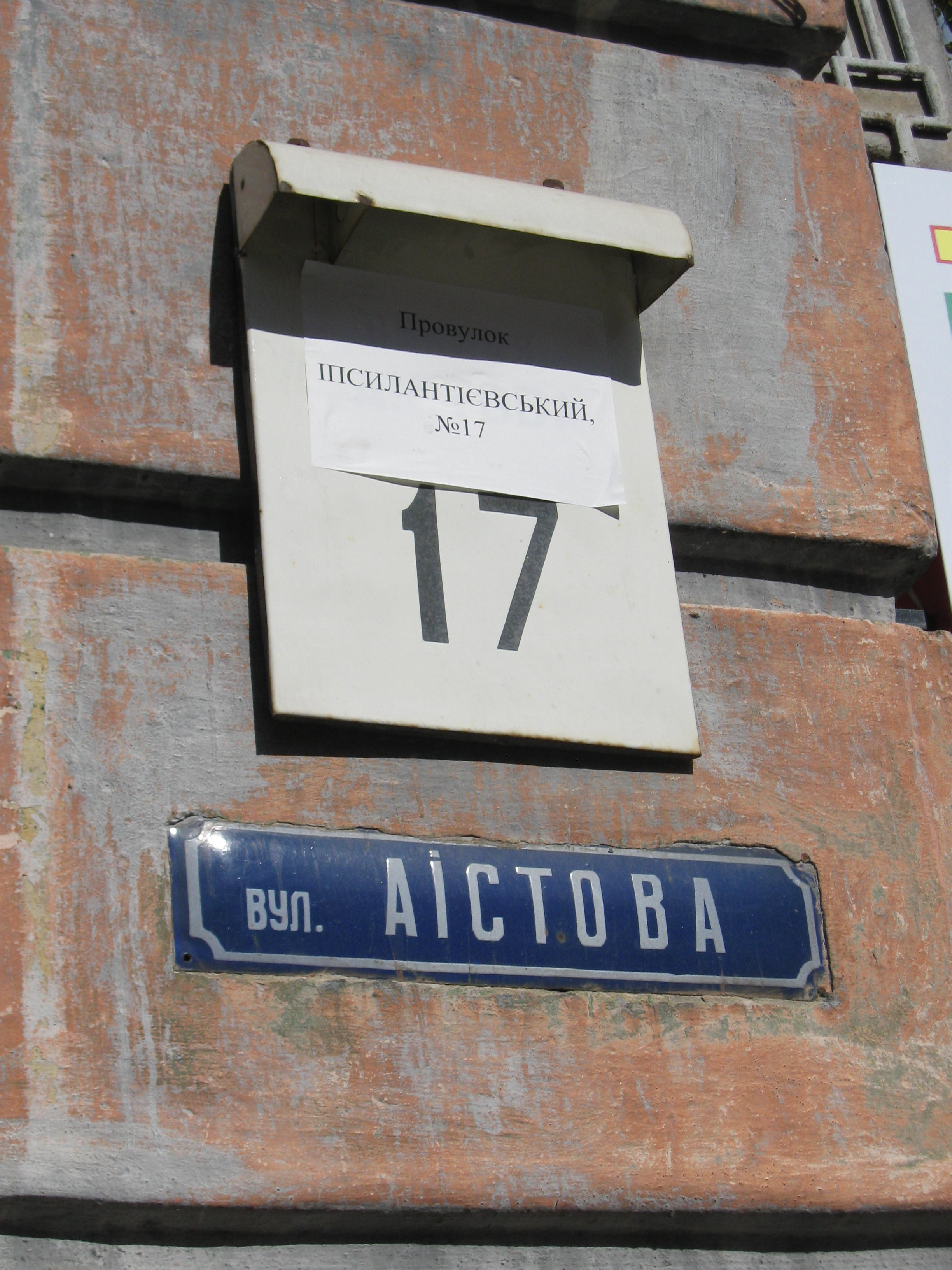
Стара і нова таблички на будинку № 17 в Іпсилантіївському провулку. Серпень 2016

У березні 2011 році Комісія Київради з питань культури та туризму рекомендувала повернути вулиці історичну назву Іпсилантіївський провулок. Однак проект рішення Київради про перейменування у листопаді 2011 року був відправлений на доопрацювання.
У 2015 році відновлено історичну назву провулку — Іпсилантієвський, на честь князя Константіноса Іпсіланті. 2018 року назву уточнено на сучасну відповідно до чинного правопису.